# Neochromis simotes
Neochromis simotes é uma espécie de peixe da família Cichlidae.
É endémica do Uganda.
Os seus habitats naturais são: rios e lagos de água doce.